# セイホク
セイホク株式会社（セイホク、英: SEIHOKU CORPORATION）は、日本最大の合板メーカーグループである。

## 概要
1954年11月9日に井上博が設立した東京都足立区の合板工場からスタートし、その後石巻市に工場を次々と開設したほか、経営不振に陥った同業他社を買収して規模を拡大して日本最大の合板メーカーに成長した。

現在は国内の合板生産の55%、販売の30%を占める。

徐々に製造品目を関連分野に拡大し、合板のほか、パーティクルボード、MDF（中質繊維板）、LVL、フローリングなどの製造・販売も行っている。
長男の井上篤博が2代目社長として現在も経営に当たっている。

セイホクグループ全体では国内に関連企業45社を持ち、年商約2000億円従業員約2300名。

## 沿革
- 1954年11月9日：井上博が資本金200万円で西北ベニヤ工業株式会社として設立。
- 1954年12月：東京都足立区に単板工場を建設、操業開始。
- 1956年10月：合板一貫工場の体制を整え、生産開始。
- 1963年9月：西北プライウッド株式会社を設立、東京都江東区に合板工場を建設、操業開始。
- 1966年10月：宮城県石巻市に薄物合板専門工場を建設、操業開始。
- 1969年3月：宮城県石巻市に型枠用合板専門工場として、石巻第2工場を建設、操業開始。
- 1972年7月：宮城県石巻市に構造用合板専門工場として、石巻第3工場を建設、操業開始。
- 1973年2月：埼玉県八潮市に西北運輸(株)設立。八潮物流センターを建設。
- 1975年7月：東京都文京区に本社機構を移転。
- 1976年10月：ホクヨープライウッド株式会社、宮古ボード工業株式会社などホクヨーグループを傘下に入れ、パーティクルボード生産に参入。
- 1983年5月：新秋木工業株式会社パーティクルボード工場を建設、生産開始。
- 1984年：ファミリーボード株式会社設立。
- 1988年12月：合板塗装・加工部門を分離・独立させ、宮城県石巻市にセイホクコート(株)、埼玉県八潮市にローズコート(株)を設立。
- 1990年1月：宮城県石巻市にPB（パーティクルボード）工場を建設、生産開始。
- 1990年4月：社名をセイホク株式会社に改称。
- 1990年4月：2×4住宅の施工・販売を目的に、セイホクホーム株式会社設立。
- 1991年12月：宮城県石巻市に造作用LVL（単板積層材）工場を建設、生産開始。(現西北プライウッド)
- 1995年6月：宮城県石巻市にMDF（中質繊維板）工場を建設、生産開始。
- 1996年1月：宮城県石巻市に針葉樹合板専門工場を建設、生産開始。(現西北プライウッド)
- 1999年4月：西北運輸(株)　西北石巻運輸(株)を合併し、セイホク物流(株)とする。
- 2000年11月：合板事業部、繊維板事業部がISO9001認証取得。
- 2001年8月：宮城県石巻市にセイホク環境テクノセンター設立、資源循環システムを確立。
- 2001年12月：合板事業部、繊維板事業部がISO14001認証取得。
- 2002年6月：セイホクコート(株)とローズコート(株)を合併。
- 2002年7月：破綻した段谷産業の工場を買収し、茨城県古河市セイホクウィズ株式会社を設立、フローリング事業開始。
- 2003年11月：茨城県古河市にセイホクビルド株式会社を設立、住宅プレカットコンポーネント事業開始。
- 2004年10月：平成16年度リデュース・リユース・リサイクル推進功労者賞 国土交通大臣賞 受賞。
- 2004年12月：平成16年度（第1回）エコプロダクツ大賞 農林水産大臣賞 受賞。
- 2005年9月：宮城県石巻市に長尺針葉樹合板ラインを建設、生産開始。
- 2006年1月：宮城県石巻市に木質バイオマスエネルギープラントを建設、本格稼動開始。
- 2006年4月：宮城県石巻市に構造用LVL（単板積層材）工場を建設、生産開始。(現西北プライウッド)
- 2006年8月1日：大船渡プライウッド株式会社買収
- 2006年8月：宮城県多賀城市にセイホクビルド株式会社を開設、住宅プレカットコンポーネント事業開始。
- 2007年12月：宮城県石巻市に国産材単板工場を建設。生産開始。(現西北プライウッド)
- 2008年3月：宮城県石巻市に単板工場（国産材）を取得。【現在西北プライウッド(株)第4工場】。
- 2008年8月：東京大学キャンパス内に弥生講堂アネックス セイホクギャラリー完成。
- 2008年9月：平成20年度 東京大学 稷門賞 受賞。
- 2011年2月：平成22年度 東北再生可能エネルギー利活用大賞 バイオマスエネルギー部門 受賞。
- 2011年3月11日：東北大震災に伴う津波でグループ8工場が被災し、操業停止。
- 2011年10月：平成23年度 木づかい運動 農林水産大臣感謝状 受賞。
- 2011年11月：津波で全壊した北日本プライウッド株式会社大船渡工場の事業再開を断念。
- 2012年1月：宮城県登米市に山林を取得。
- 2012年3月：FSC森林認証制度（FSC C110178）およびPEFCの森林認証制度のCoC認証取得。
- 2012年10月：平成24年度リデュース・リユース・リサイクル推進功労者 内閣総理大臣賞 受賞。
- 2014年7月：宮城県石巻市西浜町にて太陽光発電開始。
- 2014年8月：宮城県石巻市に山林を取得。
- 2014年9月：宮城県石巻市に山林を取得。
- 2014年11月：国産材針葉樹合板の輸出を開始。
- 2016年4月：宮城県石巻市にCLTラインを建設、生産開始。
- 2017年3月：PEFC森林認証制度のCoC認証からSGEC森林認証制度のCoC認証へ切替。
- 2017年5月：茨城県古河市ならびに宮城県多賀城市にセイホクテック㈱を設立、住宅用部材加工事業開始。宮城県石巻市に山林を取得。

## 主な生産拠点
【直営工場】
- 石巻第1・第2工場：宮城県石巻市潮見町2番地1
- 石巻第3工場：宮城県石巻市潮見町4番地4
- 石巻PB（パーティクルボード）工場・石巻MDF（中質繊維板）工場：宮城県石巻市重吉町1番地7

【関連会社工場】
- 西北プライウッド株式会社合板・LVL工場：宮城県石巻市西浜町1番地16
- セイホクビルド株式会社茨城事業所：茨城県古河市丘里11番地11
- セイホクビルド株式会社宮城事業所：宮城県多賀城市栄2丁目2番13号
- セイホクウィズ株式会社：茨城県古河市丘里8番地
- ホクヨープライウッド株式会社宮古工場：岩手県宮古市磯鶏2丁目3番1号
- ホクヨープライウッド株式会社東京工場：茨城県古河市丘里8-1
- 北星株式会社：岩手県宮古市大字磯鶏第4地割字沖114-7
- 大船渡プライウッド株式会社：大船渡市大船渡町砂森2−20
- 岩手県合板事業協同組合宮古工場：岩手県宮古市磯鶏第4地割113－5
- 秋田プライウッド株式会社向浜第1工場：秋田県秋田市向浜1-1-3
- 秋田プライウッド株式会社向浜第2工場：秋田県秋田市向浜1-1-2
- 秋田プライウッド株式会社男鹿工場 秋田県男鹿市船川港船川字海岸通り2-22-3
- 秋田プライウッド株式会社フローリング第1工場：秋田県秋田市向浜1-1-5
- 秋田プライウッド株式会社フローリング第2工場：秋田県秋田市向浜1-1-143
- 株式会社カリヤ：岩手県宮古市刈屋第13地割11−2
- 新秋木工業株式会社合板工場・パーティクルボード工場：秋田県秋田市向浜1丁目8番2号(合板・パーティクルボード製造)
- アキモクボード株式会社：秋田県能代市鰄渕字亥の台2番地6(ハードボード・インシュレーションボード製造)
- 松江エヌエル工業株式会社：島根県松江市八束町江島1376-2
- 新栄合板工業株式会社：熊本県水俣市袋赤岸海50番地
- 宮古ボード工業株式会社：岩手県宮古市磯鶏1丁目6-36
- 森の合板協同組合：岐阜県中津川市加子母東万賀5371-19
- 東京ボード工業株式会社新木場工場：東京都江東区新木場2-12-5
- 東京ボード工業株式会社埼玉工場：埼玉県八潮市浮塚100
- 東京ボード工業株式会社石巻工場：宮城県石巻市西浜町1-16

## その他の関係会社
【直接子会社】
- セイホクホーム株式会社
- セイホク物流株式会社

【秋田プライウッド系】
- エーピーフロアー株式会社
- エーピー加工株式会社
- エーピー物流株式会社
- 株式会社エーピー環境テクノセンター

【ホクヨープライウッド系】
- 有限会社ミヤコ
- ホクヨー運輸株式会社
- 有限会社ミヤコ石油

【新秋木工業系】
新秋木運輸株式会社
- アキモクコート株式会社
- 秋木加工株式会社
- アキモク環境テクノセンター株式会社

【新栄合板工業系】
- ニューコート株式会社
- シンエイカセイ株式会社
- シンエイテクノウッド株式会社

【グループ各社合弁系】
- ファミリーボード株式会社(パーティクルボード、繊維板及び関連商品の販売)
- アイプライ株式会社(秋田プライウッド株式会社及び新秋木工業株式会社の営業部門)